# Merlin (miniserie televisiva 2012)
Merlin è una miniserie televisiva francese, trasmessa in due puntate per la prima volta nel 2012 sulla rete TF1. In Italia, è stata trasmessa su Italia 1 nel 2014.
La miniserie è liberamente ispirata alla leggenda di Mago Merlino.

## Trama

### Prima parte: Incantatore disincantato
Dopo aver trascorso dieci anni con il principe Artù, Merlino si ritira nella foresta di Brocéliande per godere un meritato riposo. Ma l'arrivo della giovane Fata Viviana e di suo figlio Lancillotto vanificheranno i suoi piani. I due si stabiliscono a casa sua, cosa che farà scaturire una difficile convivenza ma anche un nascente amore tra il mago e la fata. L'inatteso matrimonio tra Artù e la bella principessa Ginevra causa la disperazione di Morgana, che minaccia il regno con la sua ira e con la sua sete di vendetta; infatti la strega vive questa unione come un tradimento del patto, che da bambini, lei e Artù avevano fatto di amarsi per l'eternità.
Con l'aiuto di Vortigern e della zia, Morgana spodesta Re Uther Pendragon ed imprigiona Ginevra.
Dopo varie peripezie Artù, con l'aiuto di Merlino e dei suoi fidi alleati riesce a riconquistare il suo regno. La relazione tra Merlino e Viviana, fa perdere al mago i suoi poteri.

### Seconda parte: Incantesimo d'amore
La vicenda si svolge sette anni dopo gli avvenimenti della prima puntata.
Dopo aver aiutato il giovane principe Artù a coronare il suo sogno con Ginevra, Merlino vive l'amore perfetto con Fata Viviana ma non ha ancora riguadagnato i suoi poteri; si rivolge quindi al mentore Kantor, per aiutarlo a trovare una soluzione. Sapendo che solo Lancillotto sia in grado di trovare il Graal, Vortigern e Morgana pianificano la cattura di Viviana per poterla scambiare con il prezioso calice. Merlino parte quindi alla ricerca del Graal, accompagnato da Lancillotto, per poter liberare l'amata. Dopo aver recuperato un Graal di sostituzione, una trappola ingegnata da Merlino, Vortigern viene ucciso da Morgana che desidera il Graal per sé. Realizzata la beffa di Merlino, Morgana si infuria e promette vendetta ad Artù ed alla sua famiglia. Merlino, nel frattempo, cerca di riconquistare i suoi poteri cercando di convincere sé stesso di odiare Viviana. Quest'ultima, per aiutarlo, finge di avere una relazione con un parente di re Artù, Katan.

## Distribuzione
La serie è stata girata a Praga, in Repubblica Ceca.
In Francia, la prima puntata è andata in onda il 29 ottobre 2012, mentre la seconda il 12 novembre 2012.
In Italia, la miniserie è stata trasmessa su Italia 1 tra l'8 ed il 9 gennaio 2014.
La miniserie è stata rilasciata in DVD il 7 novembre 2012.

## Ascolti
In Francia, il primo episodio, mandato in onda il 29 ottobre 2012 ha totalizzato 7.076.000 di telespettatori per un 27% di share. La diffusione del secondo episodio è stata più contenuta, con il 20,9% di share e 5.513.000 telespettatori. In Italia, su Italia 1, in prima serata, la prima parte della serie ha totalizzato 1.897.000 di telespettatori per un 7.95% di share, mentre la seconda parte è stata vista da 1.248.000 di telespettatori (4,3% di share).

## Accoglienza
La miniserie ha ricevuto critiche perlopiù tiepide, a causa della scarsa qualità degli effetti speciali. Le reazioni su Twitter fanno riferimento al costume di Gérard Jugnot, all'atmosfera umoristica ed allo specchio magico di Viviana, che ricorda un iPad, come a delle debolezze. Le Parisien fa riferimento agli stessi punti, ma loda la performance di Marilou Berry, ed il tono innovativo dell'opera.